# Pioneer–P30
A Pioneer–P30 (angolul: úttörő) amerikai mesterséges bolygó, amelyet a Pioneer-program keretében indították,  Hold kutató szonda.

## Küldetés
A Pioneer–P1, Pioneer–P3, Pioneer P–30 és Pioneer–P31 sorozat célja volt, hogy egy működőképes – elsősorban hordozóeszköz vonatkozásában – űrszondát juttassanak a Hold közelébe, elősegíteni a világűr sajátosságainak vizsgálatát, a Hold nem látható felének felderítését. Kipróbálni a műhold korrekciót (manőverezését – lassítás, gyorsítás) segítő segédfúvókák müküdőképességét – műholdak visszavezetése a Föld meghatározott pontjaira.

## Jellemzői
A szondát a JPL és NASA építette. Üzemeltetője a NASA és a DC (Washington).
1960. szeptember 25-én a Air Force Missile Test Center indítóállomásról egy Atlas-D Able hordozórakétával, direkt módszer alkalmazásával indítottáka Hold felé.
A sikertelen kísérletek miatt 6 kilogrammra csökkentették a hasznos terhet. Egyetlen műszere a televíziórendszer és az adttovábbi volt. Az akkumulátorok élettartamát növelve 4 (60x60 centiméter) napelemtáblát szereltek rá, egyenként 2200 lapocskával ellátva. A napkollektorok a vegyi elemeket váltották. A tudományos csomag teljes tömege, köztük az elektronikák és áramellátás, 60 kilogramm volt.
Technikai okok miatt nem tudta elérni a második kozmikus sebességet, ezért indítás után 17 perccel megsemmisítették, darabjai az Indiai-óceán felett, a Föld légkörébe érve elégtek.

## Külső hivatkozások
- Pioneer–P30. lib.cas.cz. [2013. október 13-i dátummal az eredetiből archiválva]. (Hozzáférés: 2012. december 30.)
- Pioneer–P30. skyrocket.de. (Hozzáférés: 2012. december 30.)

| Elődje: Pioneer–P3 | Pioneer-program 1958–1960 | Utódja: Pioneer–P31 |